# Nahum J. Bachelder

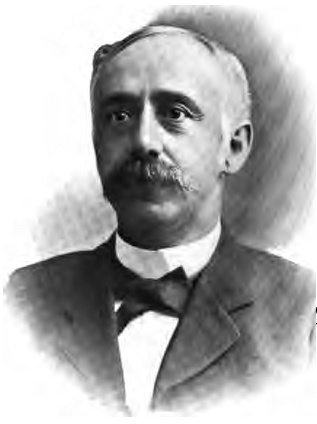
Nahum J. Bachelder

Nahum Josiah Bachelder (* 3. September 1854 in Andover, Merrimack County, New Hampshire; † 22. April 1934 ebenda) war ein US-amerikanischer Politiker und von 1903 bis 1905 Gouverneur des Bundesstaates New Hampshire.

## Frühe Jahre
Nahum Bachelder besuchte die Franklin Academy und das New Hampton Institute. Nach einer kurzen Zeit als Lehrer widmete er sein restliches Leben der Landwirtschaft. Die meiste Zeit seines Lebens verbrachte er auf seiner Farm. Er wurde Mitglied zahlreicher Farmervereinigungen. Im Jahr 1877 schloss er sich der Farmerbewegung an. Zwischen 1886 und 1896 war er Sekretär einer Vereinigung von Farmern aus New Hampshire. Von 1891 bis 1903 war er auch Sekretär und Leiter der staatlichen landwirtschaftlichen Vereinigung (State Grange). Zwischen 1887 und 1913, also auch während seiner Zeit als Gouverneur, war er Vorsitzender des Landwirtschaftsausschusses in New Hampshire, was in etwa einem Landwirtschaftsminister entsprach. Im Jahr 1891 war er Mitglied des Viehausschusses (Cattle Commission).

## Politische Laufbahn
Nahum Bachelder war Mitglied der Republikanischen Partei, als deren Kandidat er im Jahr 1902 zum Gouverneur seines Staates gewählt wurde. Er trat seine zweijährige Amtszeit am 1. Januar 1903 an. In dieser Zeit wurde in Manchester ein staatliches Waffenarsenal (State armory) errichtet. Ein seit 50 Jahren bestehendes Prohibitionsgesetz wurde aufgehoben. In Laconia wurde eine Schule für geistig Behinderte erbaut. Natürlich sorgte sich Bachelder auch um die Belange der Landwirtschaft und ließ die staatliche Landwirtschaftsschule ausbauen.

## Weiterer Lebenslauf
Nach seiner Gouverneurszeit widmete sich Bachelder weiterhin seinen landwirtschaftlichen Interessen. Er blieb Mitglied zahlreicher diesbezüglicher Vereinigungen und war bis 1913 noch Vorsitzender des Landwirtschaftsausschusses. Gouverneur Bachelder starb im Jahr 1934 und wurde in Andover begraben. Mit seiner Frau Mary Abbie Putney hatte er zwei Kinder.